# Shorttrack-Weltmeisterschaften 2012
Die Shorttrack-Weltmeisterschaften 2012 fanden vom 9. bis 11. März 2012 in Shanghai statt. Austragungsort war die Shanghai Oriental Sport Mansion. Es war die insgesamt dritte Austragung der Titelkämpfe in China und die erste in Shanghai.
Insgesamt wurden zwölf Wettbewerbe ausgetragen. Es gab, jeweils für Frauen und Männer, einen Mehrkampf sowie Einzelrennen über 500, 1000 und 1500 Meter. Die acht in der Mehrkampfwertung am besten platzierten Läufer nach diesen drei Strecken traten außerdem über 3000 Meter an. Zusätzlich gab es Staffelwettbewerbe, bei den Frauen über 3000 Meter und bei den Männern über 5000 Meter.
In den Mehrkampf flossen die erzielten Ergebnisse über die vier Einzelstrecken ein. Der Erstplatzierte in einem Einzelrennen bekam 34 Punkte, der Zweite 21, der Dritte 13, der Vierte acht, der Fünfte fünf, der Sechste drei, der Siebte zwei und der Achte einen. Allerdings wurden nur Punkte vergeben, wenn der Läufer das Finale erreichte. Bei einer Disqualifikation wurden keine Punkte zuerkannt. Die Addition der erzielten Punkte eines Läufers ergab das Endklassement im Mehrkampf.

## Teilnehmende Nationen
Insgesamt nahmen an der Weltmeisterschaft 33 Länder mit insgesamt 143 Athleten, 69 Frauen und 74 Männer, teil.
| Teilnehmende Nationen (Frauen/Männer) | Teilnehmende Nationen (Frauen/Männer)                                                                  | Teilnehmende Nationen (Frauen/Männer)                                                                    | Teilnehmende Nationen (Frauen/Männer)                                                                  | Teilnehmende Nationen (Frauen/Männer)                             |
| --- | --- | --- | --- | ----------------------------------------------------------------- |
| Argentinien (0/1) Australien (2/2) Bosnien und Herzegowina (0/1) Bulgarien (5/1) Volksrepublik China (1/5) Deutschland (3/3) Frankreich (2/2) | Hongkong (1/1) Italien (5/3) Japan (5/5) Kanada (1/5) Kasachstan (2/2) Lettland (0/1) Neuseeland (0/1) | Niederlande (5/5) Nordkorea (2/2) Österreich (2/0) Polen (1/1) Taiwan (1/1) Russland (5/5) Schweiz (0/1) | Singapur (0/1) Slowakei (1/0) Spanien (1/2) Südkorea (5/5) Tschechien (3/0) Türkei (0/2) Ukraine (2/2) | Ungarn (2/2) USA (5/5) Vereinigtes Königreich (2/5) Belarus (5/2) |

## Zeitplan
Der Zeitplan war parallel für Frauen und Männer wie folgt gestaltet.
Freitag, 9. März 2012
- 1500 m: Vorlauf, Halbfinale, Finale
- Staffel: Halbfinale (Frauen)

Samstag, 10. März 2012
- 500 m: Vorlauf, Viertelfinale, Halbfinale, Finale
- Staffel: Halbfinale (Männer)

Sonntag, 11. März 2012
- 1000 m: Vorlauf, Halbfinale, Finale
- 3000 m: Superfinale
- Staffel: Finale

## Ergebnisse

### Frauen

#### Mehrkampf
- In den Spalten 1500, 500, 1000 und 3000 m ist erst angegeben, welche Platzierung der Athlet erreichte, dahinter in Klammern, wie viele Punkte er dafür erhielt.

| Rang | Name             | Punkte | 500 m  | 1000 m | 1500 m | 3000 m |
| ---- | ---------------- | ------ | ------ | ------ | ------ | ------ |
| 1.   | Li Jianrou       | 60     | 10 (0) | 2 (21) | 1 (34) | 5 (5)  |
| 2.   | Valérie Maltais  | 47     | 7 (0)  | 3 (13) | 13 (0) | 1 (34) |
| 3.   | Arianna Fontana  | 44     | 2 (21) | 9 (0)  | 7 (2)  | 2 (21) |
| 4.   | Cho Ha-ri        | 42     | 11 (0) | 1 (34) | 16 (0) | 4 (8)  |
| 5.   | Fan Kexin        | 35     | 1 (34) | 14 (0) | 19 (0) | 8 (1)  |
| 6.   | Liu Qiuhong      | 28     | 41 (0) | 7 (0)  | 2 (21) | 7 (2)  |
| 7.   | Marie-Ève Drolet | 26     | 8 (0)  | 15 (0) | 3 (13) | 3 (13) |
| 8.   | Lana Gehring     | 16     | 3 (13) | 5 (0)  | 11 (0) | 6 (3)  |

Liu Qiuhong bekam fünf Zusatzpunkte.

#### 500 Meter
| Rang | Name              | Zeit            |
| ---- | ----------------- | --------------- |
| 1.   | Fan Kexin         | 44,438 s        |
| 2.   | Arianna Fontana   | 44,467 s        |
| 3.   | Lana Gehring      | 44,815 s        |
| 4.   | Martina Valcepina | 44,816 s        |
| 5.   | Ayuko Itō         | 44,774 s        |
| 6.   | Bernadett Heidum  | 44,503 s        |
| 7.   | Valérie Maltais   | 1:02,856 min    |
| 8.   | Marie-Ève Drolet  | 45,400 s        |
| 9.   | Elise Christie    | disqualifiziert |

Datum: 10. März 2012
Rang 1–4 im Finale, Rang 5–9 im Halbfinale.

#### 1000 Meter
| Rang | Name            | Zeit         |
| ---- | --------------- | ------------ |
| 1.   | Cho Ha-ri       | 1:31,283 min |
| 2.   | Li Jianrou      | 1:31,325 min |
| 3.   | Valérie Maltais | 1:31,350 min |
| 4.   | Elise Christie  | 1:32,518 min |
| 5.   | Lana Gehring    | 1:30,001 min |
| 6.   | Jessica Smith   | 1:32,596 min |
| 7.   | Liu Qiuhong     | 1:30,165 min |
| 8.   | Olga Beljakowa  | 1:32,621 min |

Datum: 10. März 2012
Rang 1–4 im Finale. Rang 5–8 im Halbfinale.

#### 1500 Meter
| Rang | Name              | Zeit         |
| ---- | ----------------- | ------------ |
| 1.   | Li Jianrou        | 2:23,217 min |
| 2.   | Liu Qiuhong       | 2:23,411 min |
| 3.   | Marie-Ève Drolet  | 2:23,474 min |
| 4.   | Olga Beljakowa    | 2:23,524 min |
| 5.   | Jessica Smith     | 2:23,588 min |
| 6.   | Véronique Pierron | 2:23,796 min |
| 7.   | Arianna Fontana   | 2:23,818 min |
| 8.   | Yui Sakai         | 2:24,735 min |

Datum: 9. März 2012
Rang 1–8 im Finale.

#### 3000 Meter Superfinale
| Rang | Name             | Zeit         |
| ---- | ---------------- | ------------ |
| 1.   | Valérie Maltais  | 4:55,408 min |
| 2.   | Arianna Fontana  | 5:01,187 min |
| 3.   | Marie-Ève Drolet | 5:03,387 min |
| 4.   | Cho Ha-ri        | 5:03,562 min |
| 5.   | Li Jianrou       | 5:04,961 min |
| 6.   | Lana Gehring     | 5:06,292 min |
| 7.   | Liu Qiuhong      | 5:26,551 min |
| 8.   | Fan Kexin        | 5:51,825 min |

Datum: 11. März 2012
Superfinale der acht besten Mehrkämpferinnen nach drei Strecken.

#### 3000 Meter Staffel
| Rang | Name                                                                       | Zeit         |
| ---- | -------------------------------------------------------------------------- | ------------ |
| 1.   | Volksrepublik ChinaLiu Qiuhong Fan Kexin Li Jianrou Kong Xue               | 4:16,303 min |
| 2.   | Vereinigte StaatenLana Gehring Jessica Smith Emily Scott Tamara Frederick  | 4:17,223 min |
| 3.   | SüdkoreaCho Ha-ri Lee Eun-byul Choi Jung-won Son Soo-min                   | 4:17,240 min |
| 4.   | KanadaValérie Maltais Marie-Ève Drolet Caroline Truchon Marianne St-Gelais | 4:22,414 min |

Datum: 9. und 11. März 2012
4 Staffeln im Finale.

### Männer

#### Mehrkampf
- In den Spalten 1500, 500, 1000 und 3000 m ist erst angegeben, welche Platzierung der Athlet erreichte, dahinter in Klammern, wie viele Punkte er dafür erhielt.

| Rang | Name               | Punkte | 500 m  | 1000 m | 1500 m | 3000 m |
| ---- | ------------------ | ------ | ------ | ------ | ------ | ------ |
| 1.   | Kwak Yoon-gy       | 102    | 3 (13) | 1 (34) | 2 (21) | 1 (34) |
| 2.   | Noh Jinkyu         | 76     | 12 (0) | 2 (21) | 1 (34) | 2 (21) |
| 3.   | Olivier Jean       | 52     | 1 (34) | 23 (0) | 5 (5)  | 4 (8)  |
| 4.   | Charles Hamelin    | 42     | 2 (21) | 3 (13) | 4 (8)  | 9 (0)  |
| 5.   | Sin Da-woon        | 26     | 22 (0) | 14 (0) | 3 (13) | 3 (13) |
| 6.   | Sjinkie Knegt      | 11     | 5 (5)  | 10 (0) | 6 (3)  | 6 (3)  |
| 7.   | Robert Seifert     | 10     | 4 (8)  | 19 (0) | 23 (0) | 7 (2)  |
| 8.   | Wladimir Grigorjew | 7      | 16 (0) | 18 (0) | 7 (2)  | 5 (5)  |

Olivier Jean bekam fünf Zusatzpunkte.

#### 500 Meter
| Rang | Name               | Zeit            |
| ---- | ------------------ | --------------- |
| 1.   | Olivier Jean       | 41,077 s        |
| 2.   | Charles Hamelin    | 41,186 s        |
| 3.   | Kwak Yoon-gy       | 41,479 s        |
| 4.   | Robert Seifert     | 41,574 s        |
| 5.   | Sjinkie Knegt      | 59,578 s        |
| 6.   | Guillaume Bastille | 41,664 s        |
| 7.   | Gong Qiuwen        | 41,483 s        |
| 8.   | Jordan Malone      | 41,532 s        |
| 9.   | Liang Wenhao       | 42,023 s        |
| 10.  | Simon Cho          | disqualifiziert |
| 11.  | Niels Kerstholt    | disqualifiziert |

Datum: 10. März 2012
Rang 1–5 im Finale, Rang 6–11 im Halbfinale.

#### 1000 Meter
| Rang | Name               | Zeit            |
| ---- | ------------------ | --------------- |
| 1.   | Kwak Yoon-gy       | 1:27,772 min    |
| 2.   | Noh Jinkyu         | 1:34,463 min    |
| 3.   | Charles Hamelin    | 1:55,181 min    |
| 4.   | Gong Qiuwen        | disqualifiziert |
| 5.   | Thibaut Fauconnet  | 1:24,837 min    |
| 6.   | Guillaume Bastille | 1:29,597 min    |
| 7.   | Chen Dequan        | 1:25,054 min    |
| 8.   | Daisuke Uemure     | 1:29,668 min    |
| 9.   | Niels Kerstholt    | 1:29,835 min    |

Datum: 11. März 2012
Rang 1–4 im Finale, Rang 5–9 im Halbfinale.
Gong Qiuwen wurde auf Grund einer Behinderung von Noh Jinkyu und Charles Hamelin im Finale disqualifiziert.

#### 1500 Meter
| Rang | Name               | Zeit         |
| ---- | ------------------ | ------------ |
| 1.   | Noh Jinkyu         | 2:15,661 min |
| 2.   | Kwak Yoon-gy       | 2:15,755 min |
| 3.   | Sin Da-woon        | 2:15,861 min |
| 4.   | Charles Hamelin    | 2:15,944 min |
| 5.   | Olivier Jean       | 2:16,373 min |
| 6.   | Sjinkie Knegt      | 2:16,471 min |
| 7.   | Wladimir Grigorjew | 2:17,876 min |

Datum: 9. März 2012
Rang 1–7 im Finale.

#### 3000 Meter Superfinale
| Rang | Name               | Zeit           |
| ---- | ------------------ | -------------- |
| 1.   | Kwak Yoon-gy       | 4:40,401 min   |
| 2.   | Noh Jinkyu         | 4:40,407 min   |
| 3.   | Sin Da Woon        | 4:41,000 min   |
| 4.   | Olivier Jean       | 4:45,673 min   |
| 5.   | Wladimir Grigorjew | 4:59,579 min   |
| 6.   | Sjinkie Knegt      | 5:16,870 min   |
| 7.   | Robert Seifert     | 5:57,835 min   |
| 8.   | Charles Hamelin    | nicht am Start |

Datum: 11. März 2012
Superfinale der acht besten Mehrkämpfer nach drei Strecken.
Charles Hamelin war startberechtigt, trat aber auf Grund eines Sturzes im 1.000-Meter-Finales nicht an.

#### 5000 Meter Staffel
| Rang | Name                                                                         | Zeit         |
| ---- | ---------------------------------------------------------------------------- | ------------ |
| 1.   | KanadaOlivier Jean François-Louis Tremblay Liam McFarlane Guillaume Bastille | 6:42,570 min |
| 2.   | NiederlandeSjinkie Knegt Niels Kerstholt Daan Breeuwsma Freek van der Wart   | 6:42,626 min |
| 3.   | SüdkoreaNoh Jin-kyu Kwak Yoon-gy Sin Da-woon Lee Ho-suk                      | 6:42,629 min |
| 4.   | JapanYūzō Takamidō Daisuke Uemura Keita Watanabe Satoshi Sakashita           | 6:44,586 min |

Datum: 10. und 11. März 2012
4 Staffeln im Finale.

## Medaillenspiegel
| Rang   | Nation              | Gold | Silber | Bronze | Gesamt |
| ------ | ------------------- | ---- | ------ | ------ | ------ |
| 1      | Südkorea            | 5    | 4      | 5      | 14     |
| 2      | Volksrepublik China | 4    | 2      | –      | 6      |
| 3      | Kanada              | 3    | 2      | 5      | 10     |
| 4      | Italien             | –    | 2      | 1      | 3      |
| 5      | Vereinigte Staaten  | –    | 1      | 1      | 2      |
| 6      | Niederlande         | –    | 1      | –      | 1      |
| Gesamt | Gesamt              | 12   | 12     | 12     | 36     |